# Georg Elieser Edzard
Georg Elieser Edzard (auch Edzardus) (* 22. Januar 1661 in Hamburg; † 24. Juni 1737) war ein deutscher lutherischer Theologe, Orientalist und Missionar.

## Leben
Edzard war der zweite Sohn des Hamburger Aktivisten der Judenmission, Esdras Edzardus. Er besuchte das Johanneum und das Akademische Gymnasium in Hamburg. Sein Studium der Theologie absolvierte er von 1681 bis 1684 an folgenden Universitäten: Gießen, Frankfurt am Main und Heidelberg. Danach war er in Hamburg kurze Zeit Kandidat des Geistlichen Ministeriums, das heißt Anwärter auf eine Pastorenstelle, und wurde 1685 als Professor für Geschichte und Griechische Sprache an das Gymnasium berufen. 1717 übernahm er stattdessen die Professur für Orientalische Sprachen.
Daneben war er wie sein Bruder Sebastian Edzard, der ebenfalls Professor am Gymnasium war, aktiv in der Judenmission. In diesem Zusammenhang verfasste er zwei Werke mit Anmerkungen über Themen des Talmud, über Segenssprüche und über das Mischnatraktat Avoda sara, das den Götzendienst behandelt. Das Vorwort zu diesem Werk soll nach dem Untertitel den „Gebrauch dieses Kapitels gegen die Juden zeigen“ (qua usus Capitis hujus contra Judæos ostenditur).

## Werke
- Tractatus Talmudici Berachoth sive De Benedictionibus et precationibus. Spiering, Hamburg 1713.
- Tractatus Talmudici Avoda Sara Sive De Idololatria. Liebezeit, Hamburg 1705–1710.
- Mehrere gedruckte Leichenreden